# LANDING BEAM
『LANDING BEAM』（ランディング・ビーム）は、1990年10月21日にキングレコードから発売された森脇健児の1枚目のオリジナル・アルバム。

## 概要
松竹芸能所属タレント、森脇健児の初のアルバム。先行シングルやシングルカットの楽曲は存在しない。
初盤はスペシャルパッケージ仕様。

## 音楽性
ビーイング系のアーティストの音楽プロデューサーである葉山たけしを始め、樫原伸彦、根岸孝旨、大堀薫が楽曲のサウンドを手掛けている。

## 収録曲
1. Toward The Sun（3分57秒）Instrumental
作曲・編曲：葉山たけし
2. Bad Company－悪い仲間－（4分16秒）
作詞：イチノヘタロー　作曲・編曲：根岸孝旨
3. COOL DOWN（4分32秒）
作詞：森雪之丞　作曲・編曲：大堀薫
4. LOVE SONGS（4分41秒）
作詞：イチノヘタロー　作曲・編曲：葉山たけし
5. Bad Time and Good Time（5分14秒）
作詞：三井浩昭　作曲・編曲：大堀薫
6. Be Free（3分40秒）
作詞・作曲：谷垣広行　編曲：樫原伸彦
7. Non-stop moving time（4分21秒）
作詞：上田雅利　作曲：根岸孝旨　編曲：葉山たけし
8. FREEDOM（3分29秒）
作詞：森由里子　作曲・編曲：樫原伸彦
9. Captive of Memories（3分51秒）
作詞：三井浩昭　作曲・編曲：樫原伸彦
10. One More Time（3分57秒）
作詞・作曲：KANTA　編曲：樫原伸彦
11. As Light As A Feather（1分41秒）Instrumental
作曲・編曲：葉山たけし
12. ANOTHER UNIVERSE（6分31秒）
作詞：森雪之丞　作曲・編曲：根岸孝旨

## 参加ミュージシャン
- Bad Company－悪い仲間－
  - ドラムス：湊雅史
  - ベース&コーラス：根岸孝旨
  - ギター：白浜久
  - キーボード&シンセサイザー：難波弘之
  - シンセサイザー・オペレーター：林秀行

- COOL DOWN
  - ドラムス：坂口良治
  - ベース&シンセサイザー：大堀薫
  - ギター：増崎孝司・河内淳一
  - ピアノ：増田隆宣
  - サクソフォーン：古村敏比古
  - コーラス：高橋ジャッキー香代子・宮里和美

- LOVE SONGS
  - ギター，シンセサイザー&コーラス：葉山たけし
  - シンセサイザー・オペレーター：池田穰

- Bad Time and Good Time
  - ドラムス：坂口良治
  - ベース&シンセサイザー：大堀薫
  - ギター：増崎孝司・河内淳一
  - ピアノ：増田隆宣
  - サクソフォーン：古村敏比古
  - コーラス：高橋ジャッキー香代子・宮里和美

- Be Free
  - ドラムス：長岡弘道
  - ベース：吉村浩
  - ギター：谷垣広行・和田津秀樹
  - ピアノ：工藤久利
  - コーラス：樫原伸彦

- Non-stop moving time
  - ギター，シンセサイザー&コーラス：葉山たけし
  - シンセサイザー・オペレーター：池田穰

- FREEDOM
  - ドラムス：伊藤真視
  - ベース：有賀啓雄
  - ギター：角田順
  - ピアノ&キーボード：樫原伸彦
  - シンセサイザー・オペレーター：高橋章
  - サクソフォーン：本田雅人

- Captive of Memories
  - ドラムス：伊藤真視
  - ベース：有賀啓雄
  - ギター：角田順
  - ピアノ&キーボード：樫原伸彦
  - シンセサイザー・オペレーター：高橋章
  - コーラス：ピュア

- One More Time
  - ドラムス：長岡弘道
  - ベース：吉村浩
  - ギター：谷垣広行・和田津秀樹
  - ピアノ：工藤久利
  - コーラス：樫原伸彦

- ANOTHER UNIVERSE
  - ドラムス：湊雅史
  - ベース&コーラス：根岸孝旨
  - ギター：白浜久・田中裕千
  - キーボード&シンセサイザー：難波弘之
  - シンセサイザー・オペレーター：林秀幸